# Giorgio Grassi
Giorgio Grassi (Milano, 27 ottobre 1935) è un architetto italiano.
Ha studiato Architettura presso il Politecnico di Milano dove si è laureato nel 1960.
Dal 1961 al 1964 ha lavorato per la rivista Casabella-continuità diretta da Ernesto Nathan Rogers (insieme ad Aldo Rossi, Vittorio Gregotti, Gae Aulenti, tra gli altri). Dal 1965 inizia la propria attività didattica a Pescara e poi presso varie università come l'Escuela Técnica Superior di Valencia o i Politecnici federali di Losanna e Zurigo. Dal 1977 diventa professore ordinario di Composizione architettonica presso la facoltà di Architettura del Politecnico di Milano. È Membro d'onore del Bund Deutscher Architekten e della Internationale Bauakademie di Berlino.

## Contesto culturale
Gli anni sessanta rappresentano per la ricerca teorico-progettuale italiana un momento di tensione culturale volto a rinnovare il linguaggio architettonico ed i suoi contenuti. La pulsione innovatrice del movimento moderno era ormai affievolita nelle maniere dell'International Style e la ricerca progettuale, non più univoca, incominciò a frammentarsi e dirigersi in più direzioni (qui potrete trovare una sintesi Movimento moderno-Le nuove tendenze). "Negli anni sessanta la cultura architettonica italiana ha contribuito all'esplosione internazionale di questo lunghissimo processo, promuovendo la ricerca di nuove fondazioni: l'ambiente, le preesistenze, i miti ruralistici, nuove pretese di qualità del quoziente architettonico, o, anche, un riconoscimento dell'autonomia dell'architettura che può parlare solo di se stessa. Si può parlare invece che di 'rifondazione', di 'sfondamento' ". In un angolo del frastagliato panorama italiano possiamo rintracciare la ricerca solitaria di un architetto modenese Saverio Muratori che, sintetizzando, attraverso i suoi Studi per un'operante storia urbana di Venezia (1959) innesca un interesse specifico e scientifico per la città storica ed i suoi caratteri strutturali fondanti (attraverso l'analisi dei tessuti urbani, l'individuazione del "tipo" (o tipologia), meccanismi evolutivi, etc.). Queste analisi posero le basi per successivi studi analoghi di Aldo Rossi (L'architettura della città, 1966) o Carlo Aymonino (Il significato della città, 1975) intenti però ad approfondirne più l'aspetto "astratto", idealistico che quello sociologico dei muratoriani.

## Attività teorica e progettuale
In questo contesto culturale gli studi di Giorgio Grassi s'inseriscono parallelamente a quelli di Aldo Rossi (uniti per diversi anni dal lavoro a da studi comuni) nella ricerca analitica dei caratteri fondanti dell'architettura, attraverso la costruzione di una genealogia dell'architettura stessa con lo studio di manuali e trattati storici, studi riassunti nel suo primo libro La costruzione logica dell'architettura. Per stessa ammissione dell'autore "Questo piccolo libro, che sembra un manuale ma non lo è, anche se forse avrebbe voluto diventarlo (...) aveva effettivamente un manuale d'architettura fra i suoi obiettivi". Il testo propone di "definire la linea metodica di una teoria e di un'esperienza dell'architettura nel tempo (architetture che nel tempo si sono succedute) (...) di un determinato filone di pensiero, di un 'razionalismo', che attraverso una esperienza unitaria persegue una precisa idea di architettura", tentando di individuarne gli elementi costanti e generali. Il percorso parte da Pierre Le Muet e Viollet-le-Duc per terminare a Loos, Oud, Tessenow e Hilberseimer individuando nel razionalismo tedesco l'erede della grande tradizione classica europea. Il testo presuppone quindi un approccio all'attività progettuale come analisi di quei tipi ed elementi architettonici espressione di una determinata cultura figurativa ed il progetto, interpretandoli, ne diventa una testimonianza (storica) ed una sintesi (formale) basata su un abaco linguistico ridotto (il portico, il basamento, la corte, etc.). L'analisi non è circoscritta al solo edificio ma si propone all'intera città con lo stesso approccio: interpretare l'insieme stratificato del tessuto urbano attraverso la sintesi dei suoi "Tipi storici".

### Architettura e città

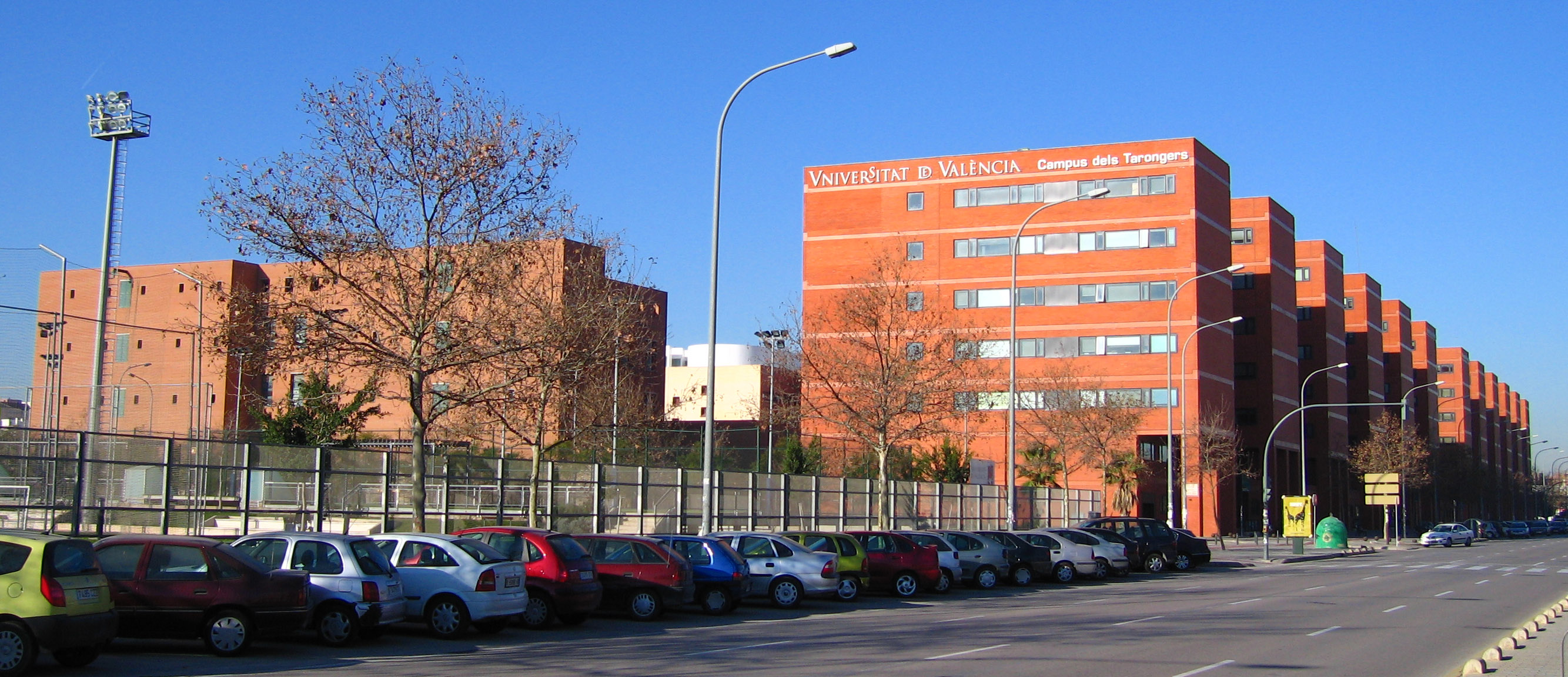
(a sinistra) Biblioteca Valencia

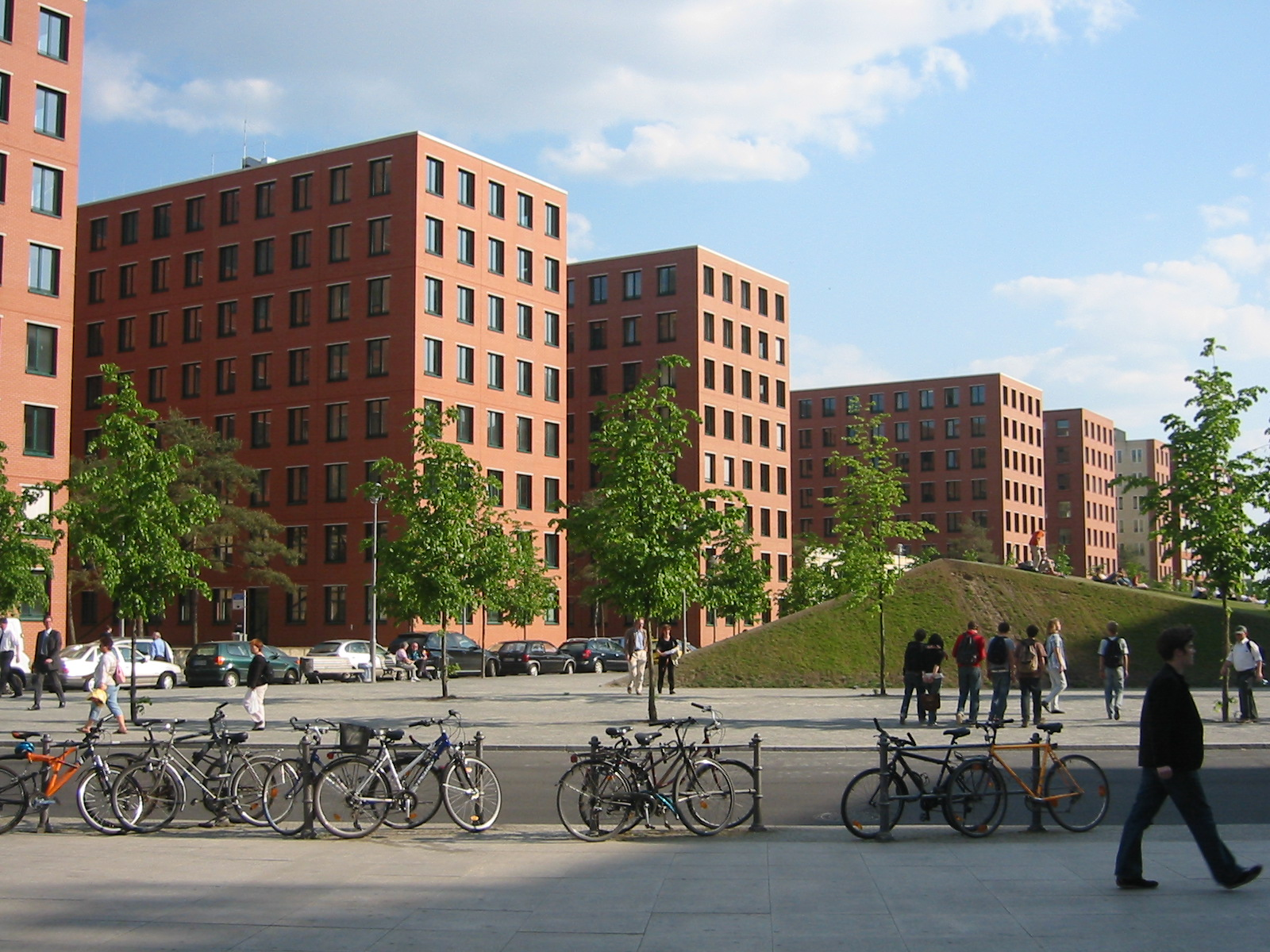
Potsdamer Platz

Grassi, quindi, lega indissolubilmente la ricerca teorica (storico-costruttiva) con la propria attività progettuale manifestata in numerosi progetti a partire dal Monumento ai caduti per la Resistenza a Brescia (1965), una città ideale riassunta per tipi edilizi storici sintetizzati nelle loro dimensioni essenziali (lunghezza e larghezza), il Complesso residenziale a Monza (con Aldo Rossi) che nella sua struttura basata sulla corte riassume in sé esempi antichi e moderni in continuità storica con i chiostri delle certose e le höfe berlinesi e viennesi, il grande isolato quadrato a Pavia (1970-72) dove ripropone ed idealizza la dimensione degli isolati romani della città lombarda e, in diretta relazione con quest'ultimo, il progetto dell'Unità residenziale a Borgo Ticino (1972, Pavia) dove ripropone le grandi corti, il portico ed un grande basamento. Queste due opere prese ad esempio (dalla piccola alla grande scala) spiegano come "l'architettura, nel tempo, è un fatto straordinariamente unitario (...) e fa i conti innanzi tutto con sé stessa, cioè con i caratteri suoi specifici", una sorta di a-storicità trasversale che svela come "Ogni nuova opera non potrà essere altro che una rappresentazione tutto sommato abbastanza fedele a quante le hanno precedute.". La Scuola media a Tollo (1975, Chieti) conferma quanto assunto riproponendo nel suo impianto generale e nelle sue volumetrie gli edifici rurali che punteggiano la campagna chietina, o all'altro estremo, trapiantare e costruire "in vitro" come avrebbe potuto essere l'incontro tra città e campagna nella Casa dello studente (1976, Chieti) dove "la quinta stradale stilisticamente unitaria ed il portico a tutta altezza sono una interpretazione adeguata e architettonicamente riconoscibile del ruolo attribuito a questa nuova importante struttura edilizia della città (enfatizzando) la strada stessa come luogo pubblico per eccellenza".
La continuità storica, quindi, viene vista qui si come una successione di idee e modelli tratti dalla tradizione costruttiva del luogo ma integrata dalla vasta cultura manualistica e trattatistica, avviando sofisticate analisi e sistemi di "montaggio" (tipologico, formale, simbolico) maturati in un insieme di progetti tra il 1988 ed il 1993: l'edificio di piazza Matteotti a Siena condensa le sovrapposizioni storiche planimetriche dell'area di progetto con quelle figurative della città toscana (la "casa torre", il cotto rosso faccia a vista, il basamento, etc.); il nuovo Padiglione Italia a Venezia amplifica la relazione con il trecentesco tessuto urbano del Paludo Sant'Antonio riproponendo la stessa trama regolare basata sulla sequenza serrata di corpi edilizi ("stecche"); la Biblioteca pubblica di Groningen può essere considerata in continuità con il progetto veneziano per il rapporto tra un edificio pubblico di grandi dimensioni (la biblioteca centrale della regione) e la parte antica della città di Groningen con i suoi tipici isolati gotico-mercantili sviluppati su una trama edilizia fitta e regolare; l'ampliamento del Politecnico di Milano alla Bovisa, per certi versi, rappresenta un "manifesto collettivo" della "Tendenza" (vedi sotto) a cui aderirono alcuni i docenti dell'università milanese. Antonio Monestiroli (direttore del Dipartimento di Progettazione dell'Architettura) coordinò  il progetto generale che consisteva nell'individuazione e nel montaggio di un impianto tipologico-planimetrico di base, un vero e proprio collage di "tipi storici": la crociera dell'Ospedale Maggiore del Filarete o le corti della Certosa di Pavia, il castello lombardo con le quattro torri angolari (San Giorgio a Mantova o il visconteo a Pavia), l'innesto bramantesco nel Duomo di Pavia, in tal modo creando di fatto una nuova regola insediativa. Dall'impianto del castello Grassi progetta la nuova biblioteca che avrà modo di sviluppare e realizzare a Valencia per il nuovo campus universitario. Per la Potsdamer Platz di Berlino, Grassi propone, fra i tipi edilizi della città, il "palazzo" berlinese con un impianto planimetrico ad "U" o "H" che "ha avuto forse maggiore applicazione e senz'altro un ruolo più decisivo nella configurazione architettonica della città".

### Ri-costruzione dell'architettura
Nel 1988, per la collana Quaderni Lotus, Electa pubblica Architettura, lingua morta, Grassi propone una raccolta di scritti e progetti con il comune denominatore dell'intervento architettonico in edifici o luoghi già costruiti. (continua...)

## "la Tendenza"
In una intervista del 2001, Antonio Monestiroli ricordava che "Aldo Rossi ha chiamato il gruppo che dirigeva "la Tendenza" per mettere in evidenza l'aspetto progressivo che pensava ci fosse o ci dovesse essere nella cultura del gruppo." Una cerchia variegata e non certo unita da un linguaggio formale unico, ma, come nota Renato Nicolini, diretto verso "il tentativo di definire un comune terreno teorico. Esemplifico: architettura e città, il fondamento tipologico dell'architettura, la sua trasmissibilità didattica." (continua...)

## Riconoscimenti
- 1985 - Premio de Arquitectura de la Comunidad Valenciana (Spagna)
- 1992 - Medaglia d'oro Heinrich Tessenow dalla Heinrich-Tessenow-Gesellschaft e.V. (Alfred Toepfer Stiftung F.V.S.)
- 2003 - Architekturpreis Berlin
- 2008 - Premio de Arquitectura Arpa Fil di Guadalajara (Messico)

## Progetti

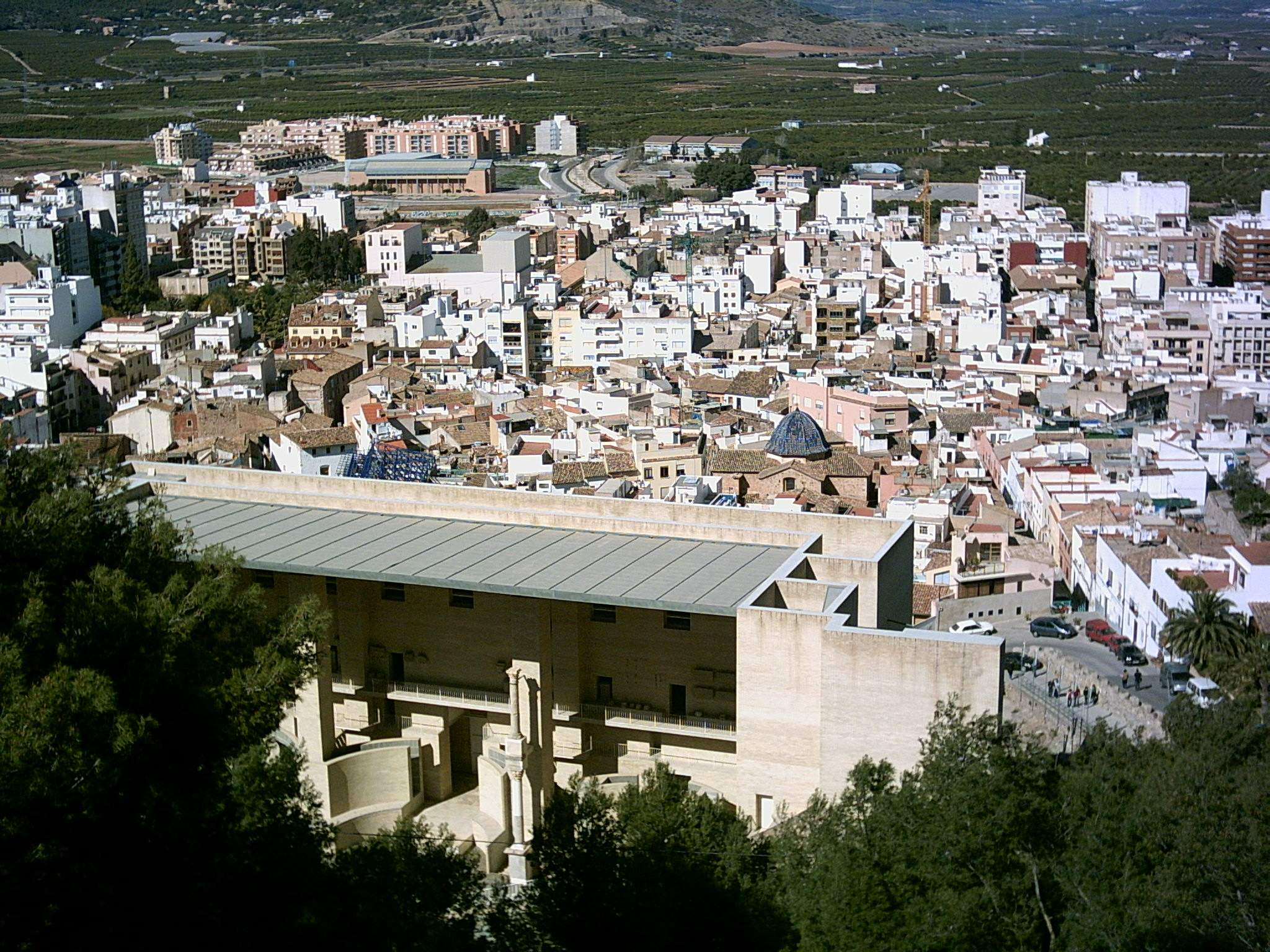
Teatro romano di Sagunto

- 1960 Case abbinate a Capo Migliarese presso Bordighera
- 1961 Unità residenziale in via Tibaldi a Milano
- 1961 Casa d'abitazione in via Leopardi a Milano
- 1962 Ristrutturazione urbanistica del litorale di Roseto degli Abruzzi
- 1962 Casa unifamiliare sul lago
- 1962 Casa a Vello di Marone sul Lago d'Iseo
- 1962 Scuola speciale nel parco della Villa Reale di Monza
- 1963 Albergo al Passo di Monte Croce di Comelico
- 1963 Comparto edilizio n. 16 a Milano
- 1964 Complesso scolastico destinato alla nuova scuola media. Bologna
- 1965 Monumento ai caduti per la resistenza a Brescia
- 1965 Unità residenziale a Napoli
- 1966 Unità residenziale San Rocco a Monza
- 1966 Ristrutturazione di un edificio monumentale in via Azario a Pavia
- 1968 Laboratorio per la fabbricazione di apparecchiature per ricerche biologiche a Paullo
- 1969 Sistemazione ad aula consiliare della sala d'onore del Castello di Abbiategrasso
- 1969 Scuola media San Sabba a Trieste
- 1970 Restauro e riabilitazione come sede municipale del Castello di Abbiategrasso
- 1972 Proposta di ristrutturazione degli isolati di maglia quadrata a Pavia
- 1972 Unità residenziale sul fiume in Borgo Ticino a Pavia
- 1972 Unità residenziale ad Abbiategrasso
- 1974 Palazzo per uffici regionali a Trieste
- 1975 Scuola media a Tollo
- 1975 Proposta di localizzazione del palazzo della Regione nel Centro Direzionale di Milano
- 1976 Casa dello studente dell'Università di Chieti
- 1977 Scuola elementare di Bergoro a Fagnano Olona
- 1978 Casa unifamiliare a Fagnano Olona
- 1978 Casa per quattro fratelli a Miglianico
- 1979 Mattatoio comunale a Miglianico
- 1980 Restauro e riabilitazione come sede municipale del Castello di Fagnano Olona
- 1981 Lützowplatz a Berlino
- 1981 Piano di recupero del centro storico di Teora
- 1981 Chiesa madre di Teora
- 1983 Casa in Rauchstrasse a Berlino
- 1983 Restauro e riabilitazione come museo municipale del Palacio de Almudin a Xàtiva
- 1983 Restituzione del Bellveret di Xàtiva
- 1984 Palazzo Prinz-Albrecht a Berlino
- 1985 Restauro e riabilitazione del teatro romano di Sagunto
- 1985 Museo archeologico e restauro del foro romano a Sagunto
- 1986 Ristrutturazione del complesso di Valmarina come sede del Consorzio parco dei colli a Bergamo
- 1986 Un progetto per Marburg
- 1987 Isola artificiale nel verbindingskanaal a Groningen
- 1987 Progetto per Milano/Bovisa per la XVII Triennale di Milano
- 1988 Piazza Matteotti-la Lizza a Siena
- 1988 Padiglione Italia ai Giardini di castello per la Biennale di Venezia
- 1988 Ristrutturazione di un antico palazzo in calle Caballeros a Valencia
- 1989-92 Biblioteca pubblica di Groningen
- 1989 Municipio di Gavà
- 1990 Biblioteca universitaria e settore nord-ovest de Politecnico di Milano
- 1990-98 Biblioteca per il Nou Campus a Valencia
- 1990 Biblioteca comunale nel sito di Porta Volta a Milano
- 1990 Un progetto per Berlino:«Grotewohlstrasse, Haus der Ministerien»
- 1991 Variante del piano per lo Stationsgebied-Nordwest a Groninga
- 1991 Area Garibaldi-repubblica a Milano
- 1992-94 Scuola Carme de Abaixo a Santiago di Compostela
- 1992 Ampliamento della Deutsche Bank a Lipsia
- 1993-2001 Area ABB-Roland Ernst inPotsdamer Platz a Berlino
- 1993 Neues Museum e completamento della Museumsinsel a Berlino
- 1994 Isolato Hypo-Bank a Monaco di Baviera
- 1995 Ampliamento del Kulturgeschichtliches Museum come Felix-Nussbaum-Haus a Osnabrück
- 1995 Ristrutturazione della biblioteca Hertziana nel Palazzo Zuccari a Roma
- 1996 Nuova sede del Wallraf-Richartz-Museum a Colonia
- 1996 Un progetto per Atene
- 1997 Insediamento residenziale a Utrecht
- 1997 Kunsthalle Adolf Würth a Schwäbisch Hall
- 1997 Ricostruzione del castello di Valkof a Nimega
- 1997 Adeguamento del presbiterio della cattedrale di Pisa
- 1999 Edificio pubblico in piazza Garibaldi a Treviglio
- 2000 Chiesa parrocchiale dei Santi Patroni Martiri di Selva Candida a Roma
- 2000 Riabilitazione e completamento del castello di Deutschlandsberg
- 2000 Restituzione e riabilitazione del teatro romano di Brescia
- 2001 Unità residenziale sul Wittenburgervaart ad Amsterdam
- 2004 Nuova sede della cassa di risparmio di Firenze
- 2004 Due case unifamiliari nel quartiere «Am Horn» a Weimar
- 2007 Riqualificazione urbanistica del complesso ospedaliero universitario di Santa Chiara, prospiciente la Piazza dei Miracoli Pisa

## Pubblicazioni
- La costruzione logica dell'architettura, Marsilio, Padova 1967 (rist. Franco Angeli, Milano 2008)
- Normativa architettonica e regolamenti edilizia, C.L.U.A, Pescara 1975
- L'architettura come mestiere e altri scritti, Franco Angeli, Milano 1980
- Giorgio Grassi e il progetto per la casa dello studente di Chieti, C.L.U.A, Pescara 1980
- Giorgio Grassi. Progetto per il Teatro Romano di Sagunto, C.L.U.A., Pescara 1987
- Architettura lingua morta, Electa, Milano 1988
- Giorgio Grassi. Progetti per la città antica, Federico Motta, Milano 1995
- Antichi maestri, Unicopli, Milano 1999
- Giorgio Grassi. Scritti scelti, Franco Angeli, Milano 2000
- Teatro romano di Brescia. Progetto di restituzione e di riabilitazione, Electa, Milano 2003
- Leon Battista Alberti e l'architettura romana, Franco Angeli, Milano 2006
- Una vita da architetto, Franco Angeli, Milano 2008